# Paradiso della notte/Era scritto nel cielo
Paradiso della notte/Era scritto nel cielo è un singolo di Lucia Altieri, pubblicato nel 1961 con la Phonocolor. Nell'esecuzione dei brani, Lucia Altieri è accompagnata da Giorgio Fabor e la sua orchestra.

## Tracce
1. Paradiso della notte
2. Era scritto nel cielo